# Grenze zwischen Belgien und Luxemburg

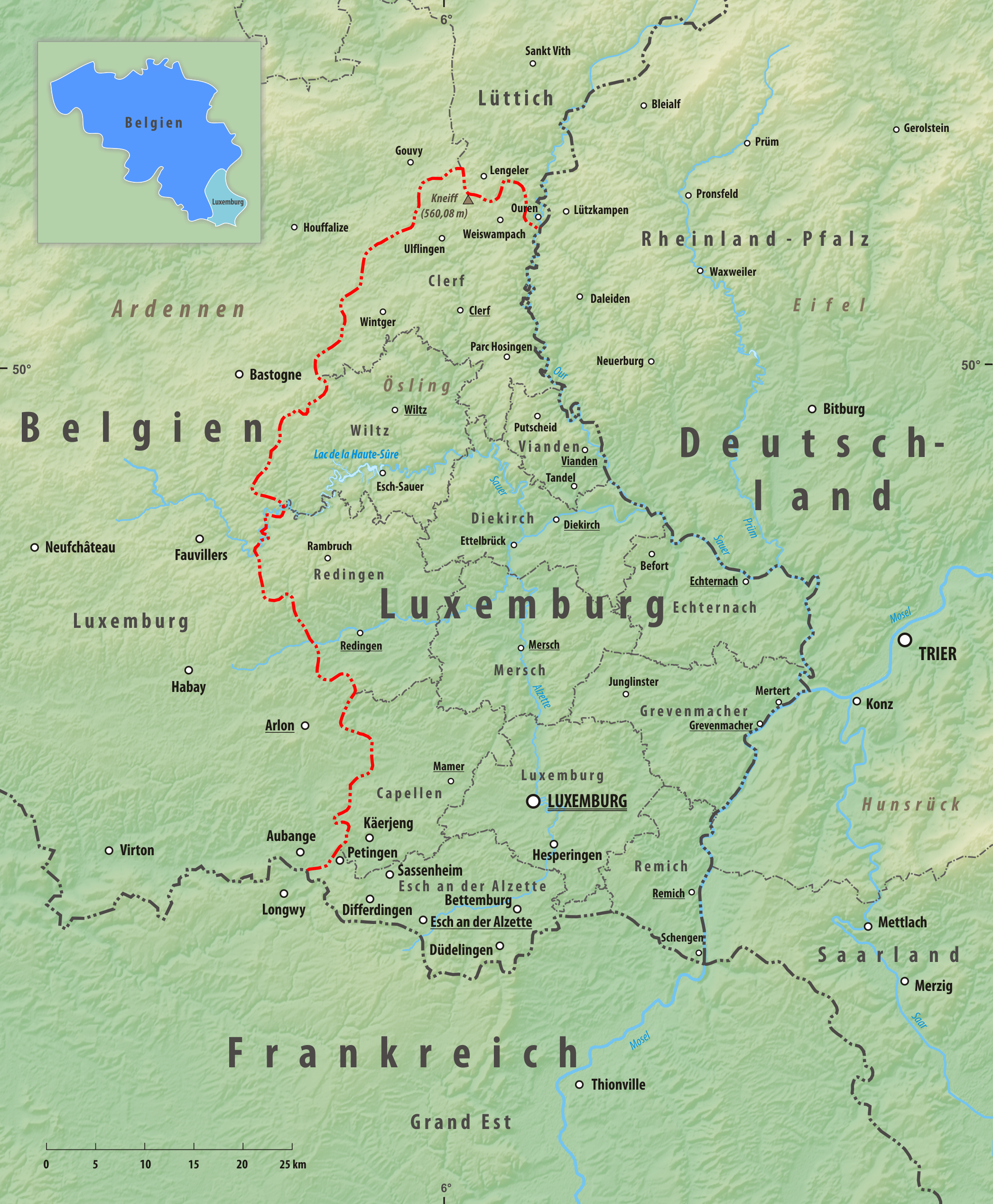
Grenzverlauf Belgien-Luxemburg

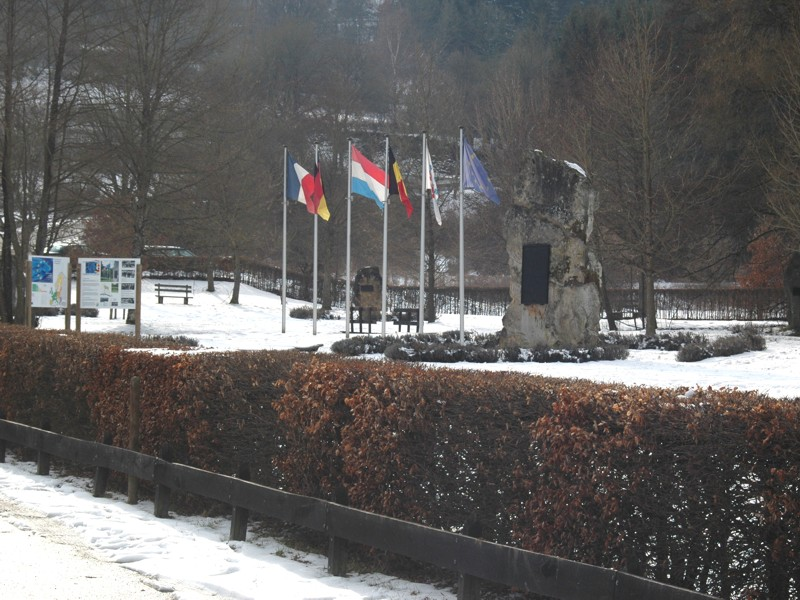
Dreiländereck Belgien, Deutschland und Luxemburg

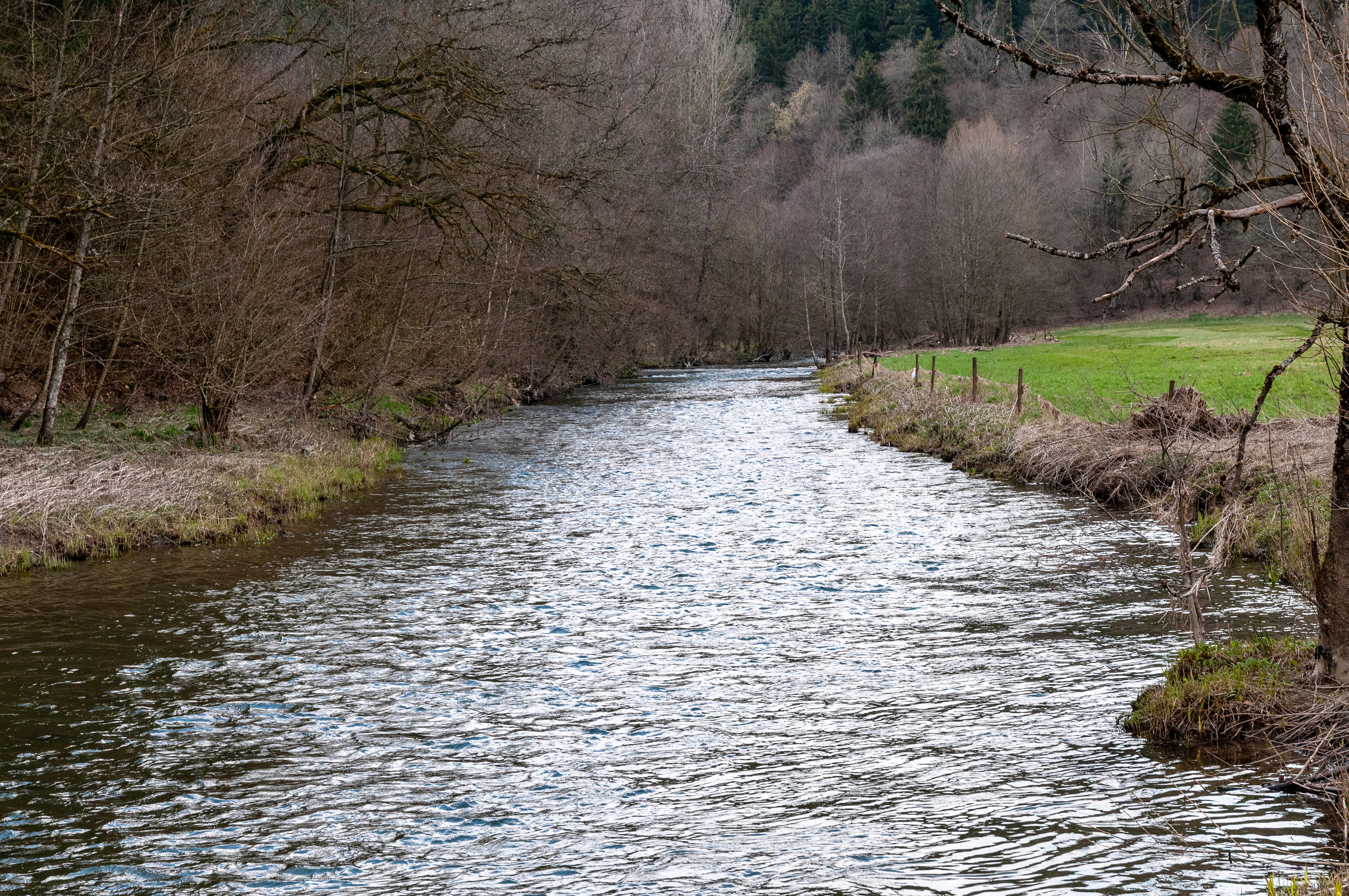
Grenzfluss Sauer

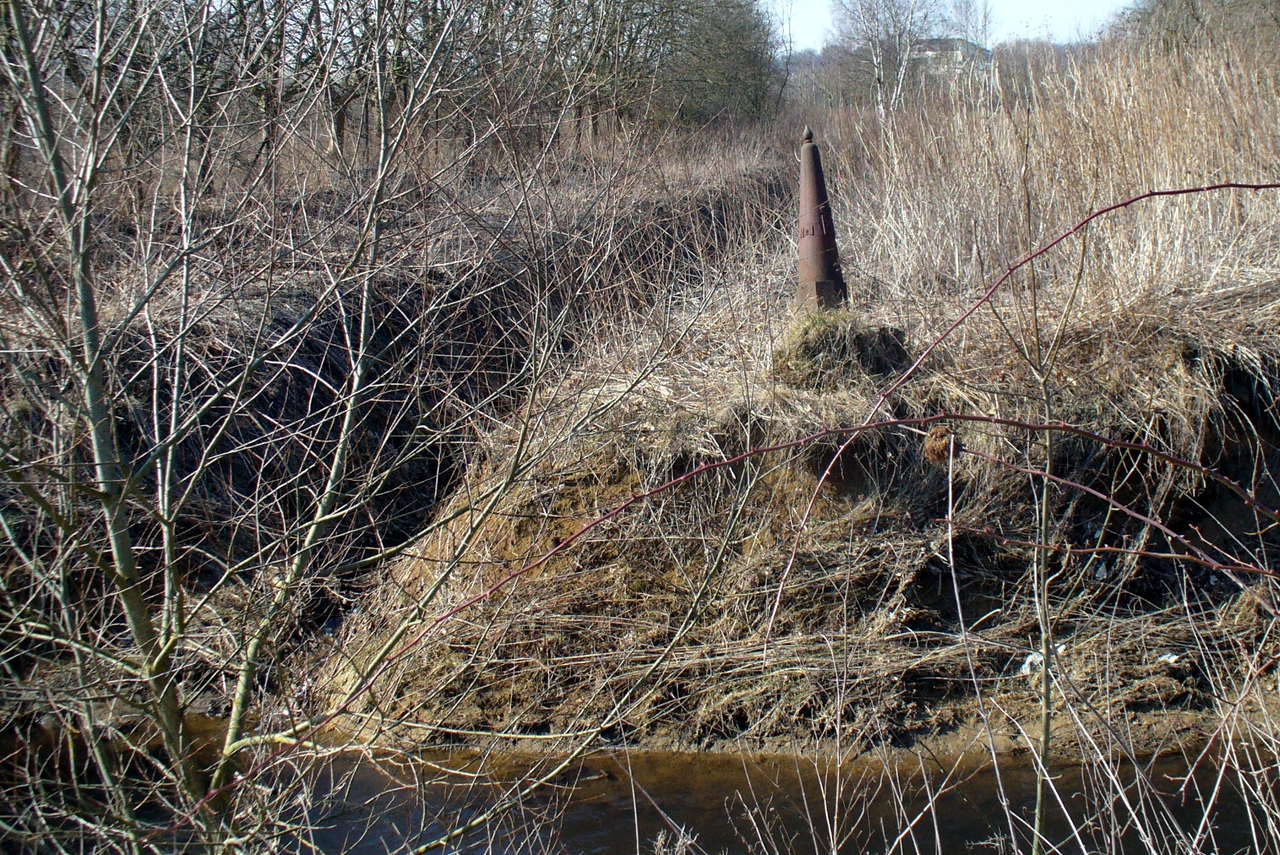
Dreiländereck Belgien, Frankreich und Luxemburg

Die Grenze zwischen Belgien und Luxemburg hat eine Länge von 148 Kilometern.

## Gemeinden an der Staatsgrenze (von Nord nach Süd)
| B E L G I E N | B E L G I E N | B E L G I E N   | B E L G I E N    |                     | L U X E M B U R G | L U X E M B U R G | L U X E M B U R G |
| Region        | Provinz       | Gemeinde        | Grenz- übertritt |                     | Grenz- übertritt  | Gemeinde          | Kanton            |
| ------------- | ------------- | --------------- | ---------------- | ------------------- | ----------------- | ----------------- | ----------------- |
| Deutschland   |               |                 |                  |                     |                   |                   |                   |
| Wallonien     | Lüttich       | Burg-Reuland    |                  | R i b a c h         |                   | Clerf             | Clerf             |
| Wallonien     | Lüttich       | Burg-Reuland    | A r d e n e n    |                     | Weiswampach       |                   | Clerf             |
| Wallonien     | Lüttich       | Burg-Reuland    | A r d e n e n    | Ulflingen           |                   |                   | Clerf             |
| Wallonien     | Luxemburg     | Gouvy           | A r d e n e n    |                     |                   |                   | Clerf             |
| Wallonien     | Luxemburg     | Gouvy           | A r d e n e n    | Wintger             |                   |                   | Clerf             |
| Wallonien     | Luxemburg     | Houffalize      | A r d e n e n    |                     |                   |                   | Clerf             |
| Wallonien     | Luxemburg     | Bastogne        | A r d e n e n    |                     |                   |                   | Clerf             |
| Wallonien     | Luxemburg     |                 | A r d e n e n    | Winseler            | Wiltz             |                   |                   |
| Wallonien     | Luxemburg     | Stauseegemeinde | A r d e n e n    |                     | Wiltz             |                   |                   |
| Wallonien     | Luxemburg     | Bauschleiden    | A r d e n e n    |                     | Wiltz             |                   |                   |
| Wallonien     | Luxemburg     | Fauvillers      | A r d e n e n    |                     | Wiltz             |                   |                   |
| Wallonien     | Luxemburg     | S a u e r       |                  | Rambruch            | Redingen          |                   |                   |
| Wallonien     | Luxemburg     | S a u e r       | Martelange       | Rambruch            | Redingen          |                   |                   |
| Wallonien     | Luxemburg     | A r d e n e n   |                  | Rambruch            | Redingen          |                   |                   |
| Wallonien     | Luxemburg     | Attert          |                  | Rambruch            | Redingen          |                   |                   |
| Wallonien     | Luxemburg     | Ell             |                  |                     | Redingen          |                   |                   |
| Wallonien     | Luxemburg     | Beckerich       |                  |                     | Redingen          |                   |                   |
| Wallonien     | Luxemburg     | Arlon           |                  |                     | Redingen          |                   |                   |
| Wallonien     | Luxemburg     |                 | Habscht          | Capellen            |                   |                   |                   |
| Wallonien     | Luxemburg     | E i s c h       | Habscht          | Capellen            |                   |                   |                   |
| Wallonien     | Luxemburg     | Steinfort       |                  | Capellen            |                   |                   |                   |
| Wallonien     | Luxemburg     |                 |                  | Capellen            |                   |                   |                   |
| Wallonien     | Luxemburg     | Garnich         |                  | Capellen            |                   |                   |                   |
| Wallonien     | Luxemburg     | Käerjeng        |                  | Capellen            |                   |                   |                   |
| Wallonien     | Luxemburg     | E i s c h       |                  | Capellen            |                   |                   |                   |
| Wallonien     | Luxemburg     | Messancy        |                  | Capellen            |                   |                   |                   |
| Wallonien     | Luxemburg     |                 |                  | Capellen            |                   |                   |                   |
| Wallonien     | Luxemburg     | Aubange         |                  | Capellen            |                   |                   |                   |
| Wallonien     | Luxemburg     |                 | Petingen         | Esch an der Alzette |                   |                   |                   |
| Frankreich    |               |                 |                  |                     |                   |                   |                   |